# Winterberg
Winterberg település Németországban, azon belül Észak-Rajna-Vesztfália tartományban. Lakosainak száma 12 792 fő (2023. december 31.). Winterberg Olsberg, Schmallenberg, Bad Berleburg, Hallenberg és Medebach községekkel határos.

## Népesség
A település népességének változása:
| Lakosok száma | 13 773 | 12 756 | 12 611 | 12 427 | 12 671 | 12 792 |
|               | 1975   | 2017   | 2019   | 2021   | 2022   | 2023   |